# Les Touches
Les Touches é uma comuna francesa na região administrativa do País do Loire, no departamento de Loire-Atlantique. Estende-se por uma área de 35.15 km². Em 2010 a comuna tinha 2 505 habitantes (densidade: 71,3 hab./km²).